# Leptopicia bimaculata
Genre
Espèce
Synonymes
- Methesis bimaculata Simon, 1896

Leptopicia bimaculata, unique représentant du genre Leptopicia, est une espèce d'araignées aranéomorphes de la famille des Corinnidae.

## Distribution
Cette espèce est endémique du Queensland en Australie.

## Description
Le mâle et la femelle mesurent 7 mm.

## Publications originales
- Simon, 1896 : Descriptions d'arachnides nouveaux de la famille des Clubionidae. Annales de la Société Entomologique de Belgique, vol. 40, p. 400-422 (texte intégral).
- Raven, 2015 : A revision of ant-mimicking spiders of the family Corinnidae (Araneae) in the Western Pacific. Zootaxa, no 3958(1), p. 1-258.